# 林蔭公路

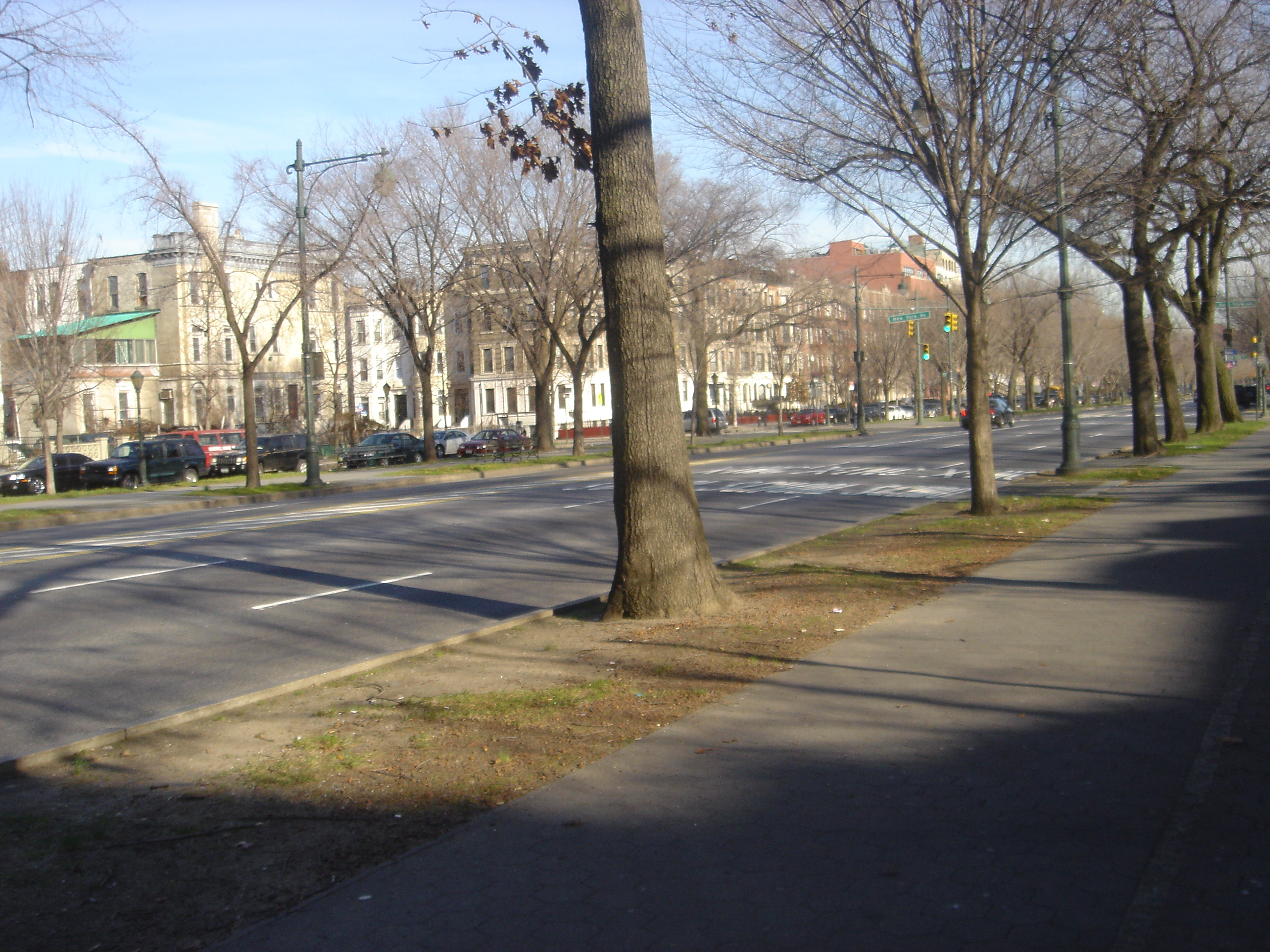
根据纽约市公园与休閒部的资料，布鲁克林的东大道是世界上第一条公园大道

林蔭公路、林蔭道、公園大道或園林大道是經過景觀美化造景的大道。用于指稱公园中的道路或与公园相连的道路，禁行卡车和其他重型车辆。不過多年来有多種不同類型的道路被稱為園林大道。因此本詞可用于描述窄至2条车道的城市街道，其中間安全區或兩側路肩有造景以美化景觀。本詞也用于指稱风景优美的公路與限制通行的快速道路。许多最初命名時因為景觀或休閒功能而命名為公園大道的道路，後來演变成主要的城市和通勤路线。

## 美国

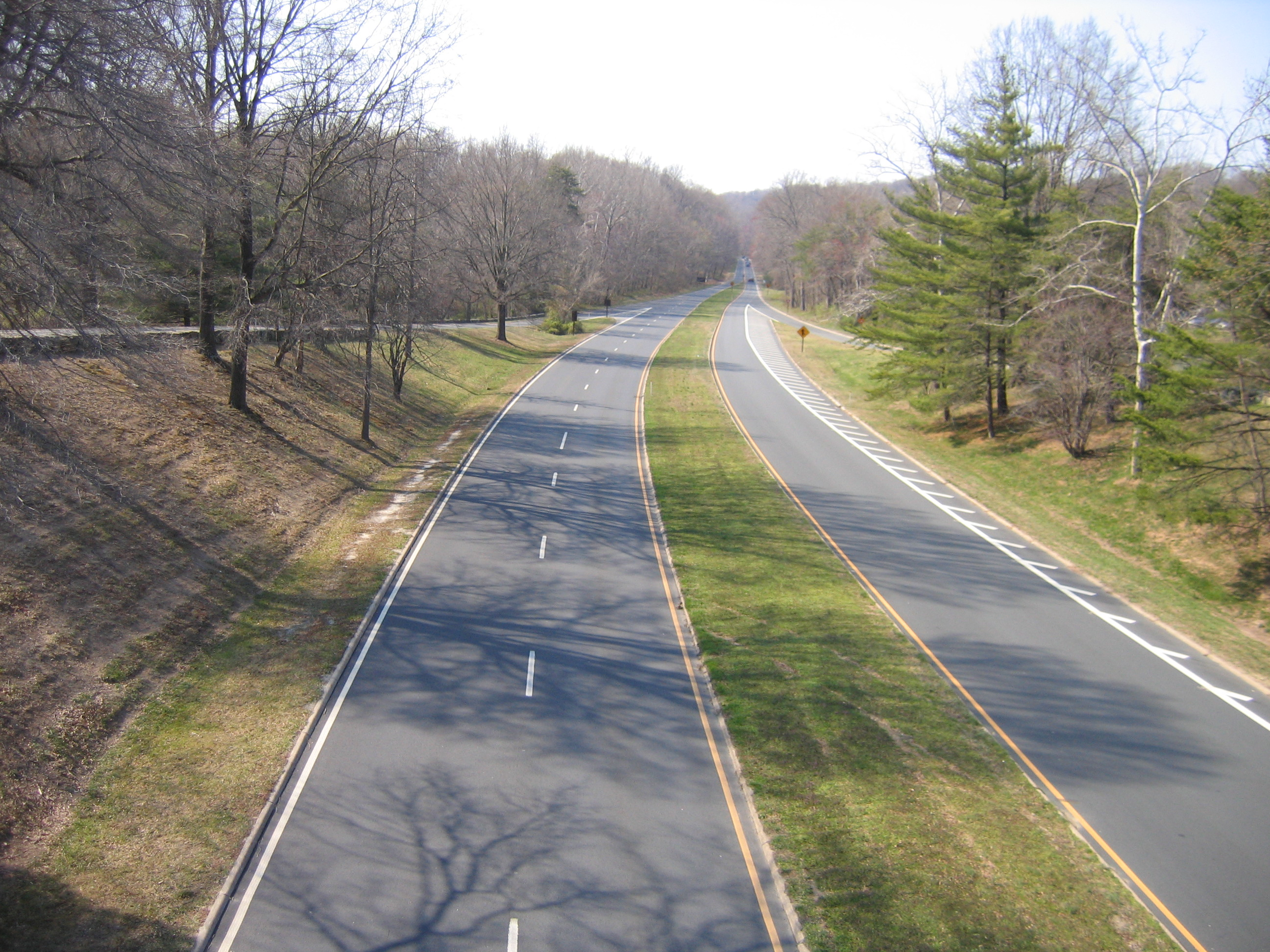
马里兰州的克拉拉巴顿公园大道

### 景觀道路
美国最初的園林大道，是由景观设计师弗雷德里克·劳·奥姆斯特德（Frederick Law Olmsted）和卡尔弗特·沃克斯（Calvert Vaux）在19世纪后期設計，將道路分為行人、自行车、骑马者、马车等專用車道，如布魯克林區的東大道（Eastern Parkway； 據信這是世界第一條園林大道）和海洋大道（Ocean parkway）。這兩位設計師提出將市區與郊區公園連接的道路時，將其定義為「園林大道（parkway）」。

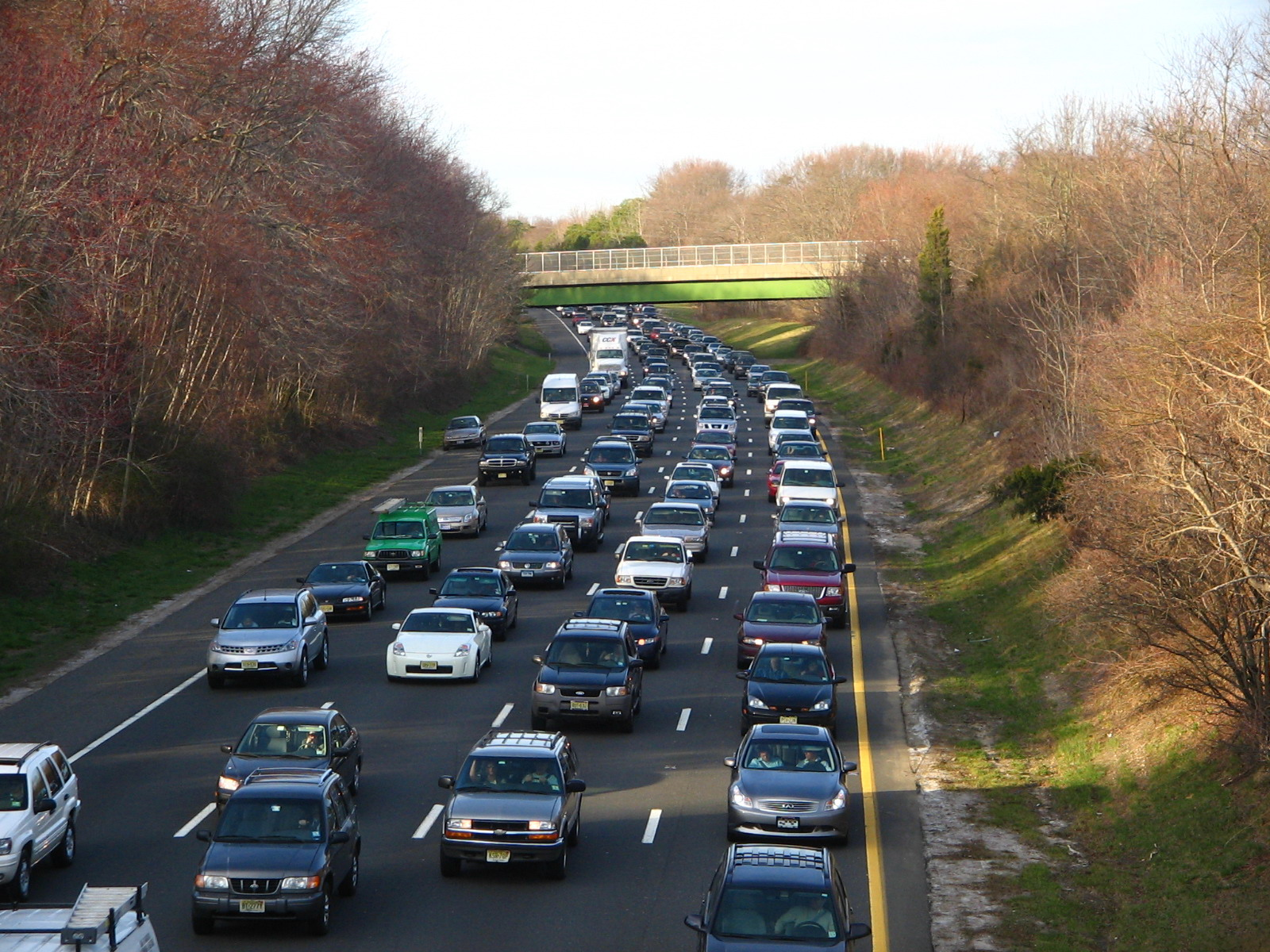
新泽西州蒙茅斯縣繁忙的花园州高速公路。位於纽约大都会地区，是世界上最繁忙的道路之一

在纽约州布法罗市，兩位設計師則設計了在道路中間的安全島與兩側路肩景觀美化的大路，建立了美国第一个連接公园和園林大道的系统。  Bidwell Parkway和Chapin Parkway是200英尺宽的市區街道，但每个方向只有一条车道，設置了宽阔的景观中間安全區，提供了一条宜人的阴影路线通往公園，也作為附近社區的迷你公园之用。 
其他的園林大道，例如加利福尼亚州旧金山的普雷西迪奧公園大道（Park Presidio Boulevard）則設計為提供更大的交通流量。
在20世纪初期，该词的含义已扩展到包括为汽车的休闲行駛而设计的，具有景觀設計的快速道路。这些道路最初設計於景觀路線，禁止低速或商用車輛的行駛，但是這些道路的成功带来了更多的发展，扩大了城市的边界，結果這些道路不再僅為休閒用途，成為主要的通勤路线，雖然仍保留著“ parkway”的名称。

### 新政之路
在1930年代，作为新政的一部分，美国联邦政府建造了国家公园大道，供作休闲驾驶與方便通往历史古迹和古道。这些分行的四车道大路限速较低，由美國国家公园管理局（National Park Service）维护。例如平民保育团（CCC）在北卡罗来纳州和弗吉尼亚州的阿巴拉契亚山脉建造的蓝岭公园大道。

## 加拿大
加拿大有许多道路名稱使用了公園大道，包括穿过国家公园的主要路线，风景秀丽的大道，主要的城市道路，甚至是准許商业車輛行駛的一般高速公路。
首都地区的公園大道有些被称为「车道」（drive或driveway）。
在加拿大，该术语也可用于行人和自行车騎士使用的多用途道路和绿道。  

## 英国
彼得伯勒的“公园大道”为大部分交通和当地交通提供服務。大多数是双行车道，其中许多路口都已编号。由五个主要大道形成了一条外环道，而三條大道為居民提供服务。

### 普利茅斯
在普利茅斯，A38被称为“大路”（The Parkway)，将地方政府辖区的乡村地带一分为二，剛好是地理中心；它有两个路口进入市区。 

## 澳大利亚
澳大利亚首都特区使用“公园大道”指稱標準接近其他地区稱為“高速公路、快速公路”的道路。一般而言，其各行驶方向上有多条车道，設有交流道、具有速限、雙向行駛（或在中间設有護欄）。
维多利亚州使用的“公园大道”一词，有时指穿过公园地區之的较小的地區道路。这些道路不是高速路线，但車輛的行駛仍有某些限制。

## 其他国家
新加坡使用“公园大道”一词来代替“ 高速公路 ”。因此，公園大道也是具有速限和交流道的双向公路。目前，东岸大道（East Coast Parkway）是新加坡唯一使用此詞的高速公路。
在俄罗斯，长，宽（多车道）和景觀美化的公路，被称为prospekts。